# Vilajoan
Vilajoan és una entitat de població del municipi de Garrigàs, a l'Alt Empordà. En el cens de 2006 tenia 16 habitants.
Juntament amb Ermedàs, i a la vegada que Arenys d'Empordà i Tonyà, Vilajoan va ser incorporat al municipi de Garrigàs el 1846. A part de l'església de Santa Magdalena, mereix especial consideració el gran casal anomenat Castell.

## Església deSanta Magdalena de Vilajoan
L'església va ser atorgada als Agustins de Lladó l'any 1093. Sembla que anteriorment depenia de l'arxidiaconat d'Empúries. Es va construir en diverses etapes, i el resultat és un temple amb molta barreja d'estils.
- La part més antiga, a la banda nord, és de la primeria del segle xi, i mostra el preromànic anterior a l'estil llombard. En queda la planta absidal, l'aparell rústic en grans carreus i una finestra.
- La nau: la volta i les arcades de la part nord són de mitjan segle xi. La nau es comunica amb l'absis en forma de ferradura per mitjà d'un doble arc. La finestra oest s'obre sota d'un arc fet de carreus disposats longitudinalment, característica de l'arquitectura preromànica de la segona meitat del segle desè.
- La part sud, afegida a la nau primitiva, engrandí el temple a dues naus. La nova nau, així com els arcs que la comuniquen amb l'altra, són del segle xiii.

En el segle xvii o xviii, l'absis romànic de la nau sud va ser substituït per l'actual, de forma poligonal.

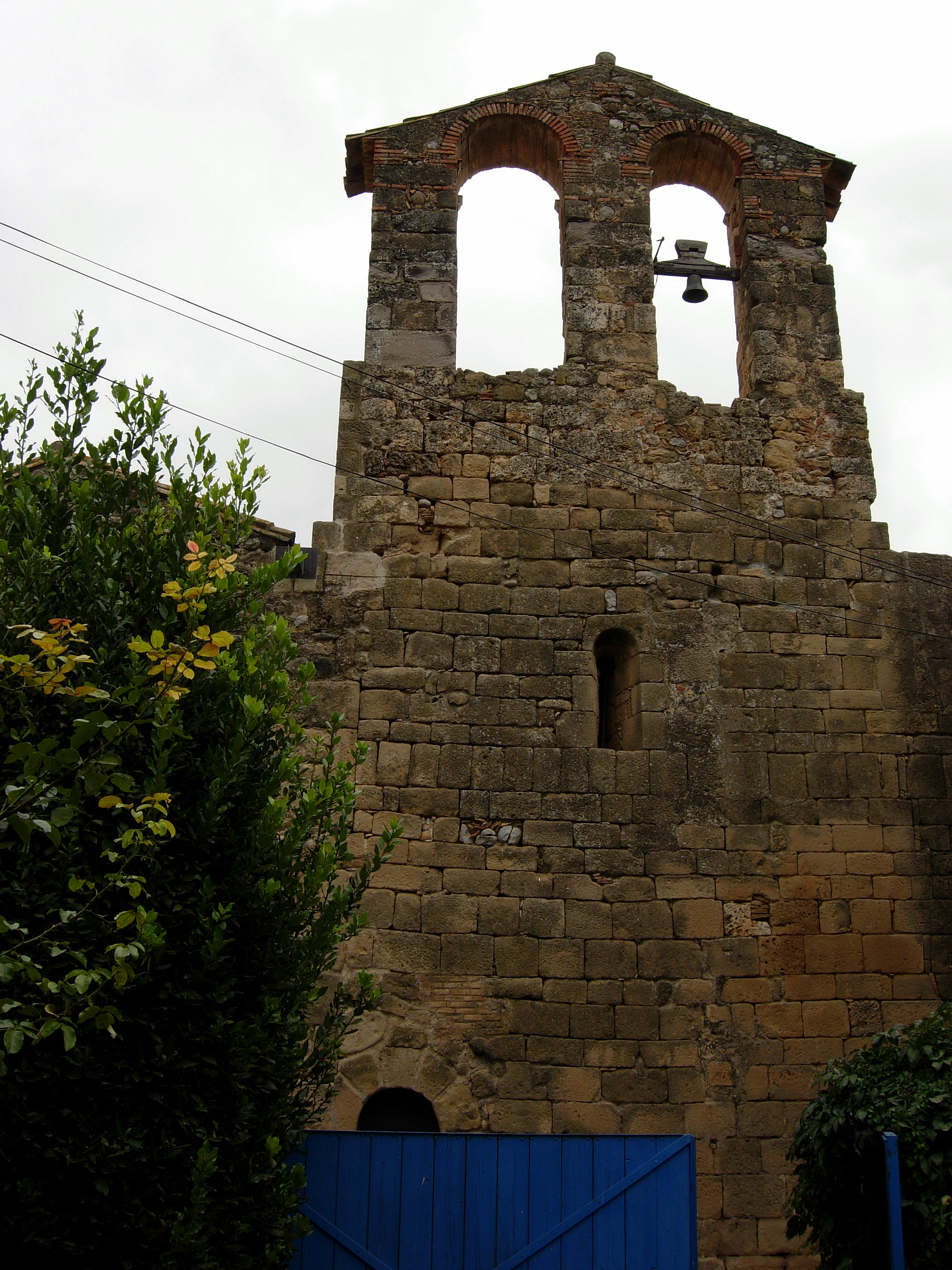
Detall del campanar
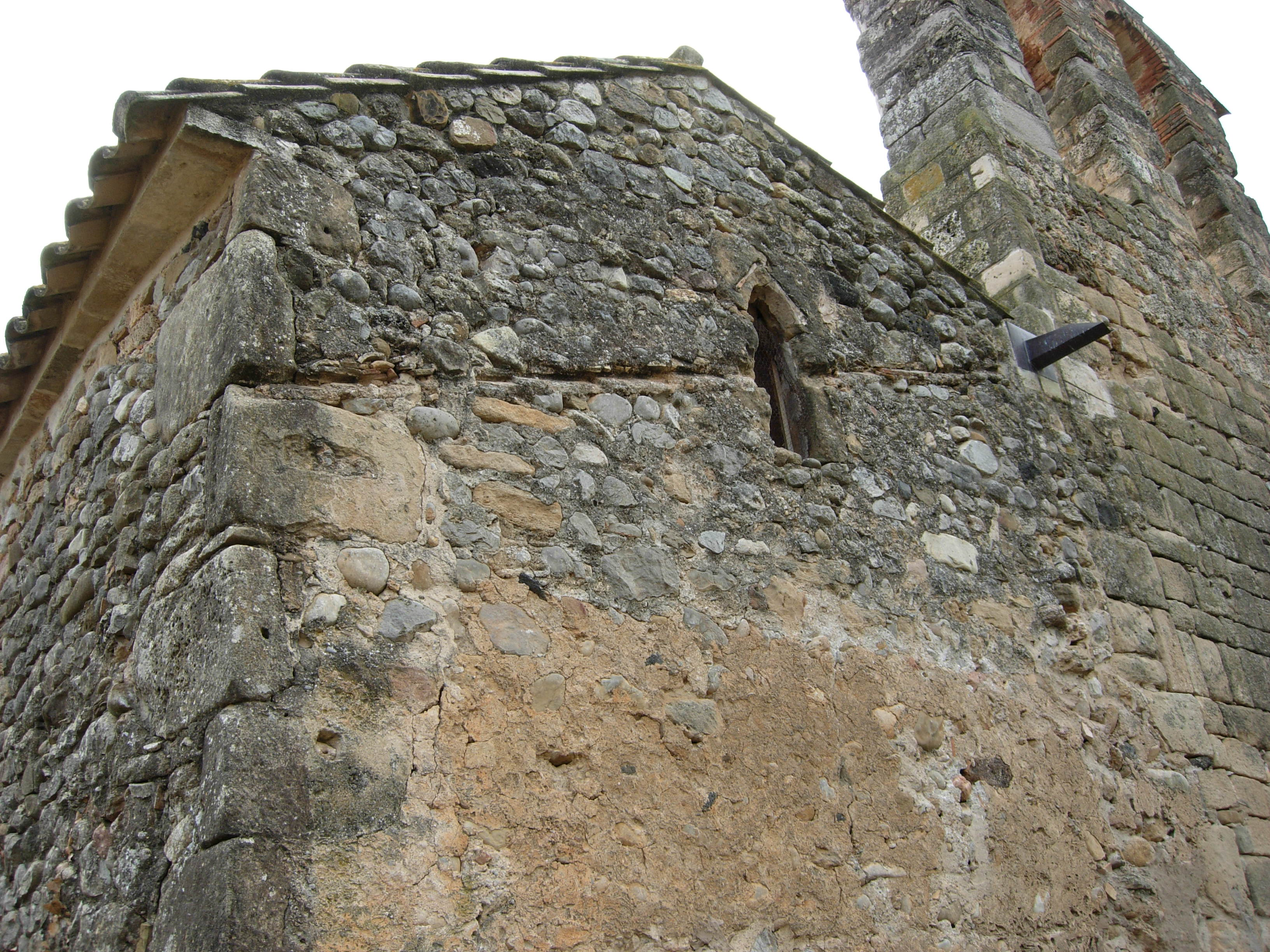
Detall d'una paret